# British Open 2021
Die matchroom.live British Open 2021 waren ein Snookerturnier der World Snooker Tour der Saison 2021/22, das vom 16. bis 22. August ausgetragen wurde. Von 1985 bis 2004 hatte es das Turnier mit diesem Namen bereits gegeben, dann wurde es wie einige traditionsreiche Turniere während der Sponsorenkrise der 2000er Jahre aus dem Turnierkalender gestrichen. Die Neuauflage fand in der Morningside Arena in Leicester statt, wo unmittelbar zuvor mit der Championship League erstmals ein Weltranglistenturnier ausgetragen worden war. Eine Besonderheit, die es schon bei einigen früheren Ausgaben des Turniers gegeben hatte, wurde wieder eingeführt: Anstelle eines festen Turnierbaums gab es vor jeder Runde eine neue Auslosung der Paarungen. Dies gab es sonst nur beim Sonderformat Shoot-out.
10 Spieler, die 2004 in der Endrunde gestanden hatten, gehören auch 17 Jahre später noch zu den Top 16, darunter Mark Selby, Shaun Murphy, Mark Williams und die beiden Finalisten Stephen Maguire und John Higgins, der der Titelverteidiger ist. Abgesagt hatten ihre Teilnahme Ronnie O’Sullivan, Neil Robertson und Ding Junhui.
John Higgins gelang in Runde 1 ein Maximum Break im Eröffnungsframe. Es war das erste 147er-Break der Saison und das zwölfte seiner Karriere. Im Achtelfinale gelang Ali Carter ein weiteres 147er-Break, das dritte seiner Karriere.

## Preisgeld
Mit einer Gesamtprämie von 470.000 £ gehörte das Turnier zu den einfachen Ranglistenturnieren, sie lag aber höher als bspw. bei den Home-Nations-Turnieren.
|                 | Preisgeld |
| --------------- | --------- |
| Sieger          | 100.000 £ |
| Finalist        | 45.000 £  |
| Halbfinalist    | 20.000 £  |
| Viertelfinalist | 12.000 £  |
| Achtelfinalist  | 7.000 £   |
| Letzte 32       | 5.000 £   |
| Letzte 64       | 3.000 £   |
| Höchstes Break  | 5.000 £   |
| Insgesamt       | 470.000 £ |

## Spielplan
Bei den letzten British Open 2004 hatte es noch eine abgestufte Qualifikation gegeben, inzwischen war es jedoch üblich, die erste Turnierrunde mit allen Teilnehmern zu beginnen.
Die Partien der ersten Runde wurden am 28. Juli bekanntgegeben. Anders als bei den normalen Ranglistenturnieren gab es bei den British Open keinen nach Setzliste sortierten Turnierbaum. Stattdessen wurde jede Runde bis zum Halbfinale neu ausgelost.
Bis zum Achtelfinale wurden alle Matches über 3 Gewinnframes (Best-of-5) gespielt. Im Viertel- und Halbfinale kam weiter, wer zuerst 4 Frames gewann. Sieger wurde, wer im Finale als erster 6 Frames für sich entschied (Best-of-11).

### 1. Runde
Die Spiele der 1. Runde fanden von Montag bis Mittwoch an vier Tischen statt. Matchmodus war Best-of-5.
Aufgrund der zufälligen Auslosung ohne Setzung trafen bereits zum Auftakt im Topmatch Mark Selby und Shaun Murphy, Nummer 2 und 5 der Weltrangliste, aufeinander. Der Schweizer Alexander Ursenbacher bekam es mit dem Titelverteidiger John Higgins zu tun.
A = Amateurspieler, aufgrund der Q School Order of Merit auf einen frei gebliebenen Platz nachgerückt
| Spiel | Spieler 1         | Ergebnis | Spieler 2          |
| ----- | ----------------- | -------- | ------------------ |
| 1     | Iulian Boiko      | 32:32    | Anthony Hamilton   |
| 2     | Robbie Williams   | 13:13    | Sunny Akani        |
| 3     | Anthony McGill    | 31:31    | Zhao Jianbo        |
| 4     | Ashley Hugill     | 23:23    | Kyren Wilson       |
| 5     | David Grace       | 23:23    | Mark Lloyd (A)     |
| 6     | Ian Burns         | 13:13    | Michael White (A)  |
| 7     | Lu Ning           | 13:13    | Igor Figueiredo    |
| 8     | Matthew Selt      | 23:23    | Thepchaiya Un-Nooh |
| 9     | Lee Walker        | 13:13    | Sanderson Lam (A)  |
| 10    | Barry Hawkins     | 32:32    | Luca Brecel        |
| 11    | Elliot Slessor    | 13:13    | Peter Devlin       |
| 12    | Stuart Carrington | 30:30    | Liam Highfield     |
| 13    | Steven Hallworth  | 32:32    | Joe O’Connor       |
| 14    | Dominic Dale      | 03:03    | Xiao Guodong       |
| 15    | Li Hang           | 03:03    | Sam Craigie        |
| 16    | Lukas Kleckers    | 23:23    | Yan Bingtao        |
| 17    | Zak Surety        | 30:30    | Ken Doherty        |
| 18    | Zhou Yuelong      | 23:23    | Tom Ford           |
| 19    | (A) James Cahill  | 32:32    | Ricky Walden       |
| 20    | Xu Si             | 23:23    | Fan Zhengyi        |
| 21    | Gerard Greene     | 32:32    | Martin O’Donnell   |
| 22    | Zhang Anda        | 31:31    | John Astley (A)    |
| 23    | Liang Wenbo       | 13:13    | Simon Lichtenberg  |
| 24    | Wu Yize           | 03:03    | Fraser Patrick     |
| 25    | Fergal O’Brien    | 30:30    | Gary Wilson        |
| 26    | Andy Hicks        | 13:13    | Chang Bingyu       |
| 27    | Michael Holt      | 32:32    | Mark Davis         |
| 28    | Jimmy Robertson   | 03:03    | Mark Joyce         |
| 29    | Dean Young        | 30:30    | Scott Donaldson    |
| 30    | Jamie Jones       | 31:31    | Hossein Vafaei     |
| 31    | Duane Jones       | 13:13    | Nigel Bond         |
| 32    | Zhao Xintong      | 32:32    | Cao Yupeng         |

| Spiel | Spieler 1         | Ergebnis | Spieler 2          |
| ----- | ----------------- | -------- | ------------------ |
| 1     | Iulian Boiko      | 32:32    | Anthony Hamilton   |
| 2     | Robbie Williams   | 13:13    | Sunny Akani        |
| 3     | Anthony McGill    | 31:31    | Zhao Jianbo        |
| 4     | Ashley Hugill     | 23:23    | Kyren Wilson       |
| 5     | David Grace       | 23:23    | Mark Lloyd (A)     |
| 6     | Ian Burns         | 13:13    | Michael White (A)  |
| 7     | Lu Ning           | 13:13    | Igor Figueiredo    |
| 8     | Matthew Selt      | 23:23    | Thepchaiya Un-Nooh |
| 9     | Lee Walker        | 13:13    | Sanderson Lam (A)  |
| 10    | Barry Hawkins     | 32:32    | Luca Brecel        |
| 11    | Elliot Slessor    | 13:13    | Peter Devlin       |
| 12    | Stuart Carrington | 30:30    | Liam Highfield     |
| 13    | Steven Hallworth  | 32:32    | Joe O’Connor       |
| 14    | Dominic Dale      | 03:03    | Xiao Guodong       |
| 15    | Li Hang           | 03:03    | Sam Craigie        |
| 16    | Lukas Kleckers    | 23:23    | Yan Bingtao        |
| 17    | Zak Surety        | 30:30    | Ken Doherty        |
| 18    | Zhou Yuelong      | 23:23    | Tom Ford           |
| 19    | (A) James Cahill  | 32:32    | Ricky Walden       |
| 20    | Xu Si             | 23:23    | Fan Zhengyi        |
| 21    | Gerard Greene     | 32:32    | Martin O’Donnell   |
| 22    | Zhang Anda        | 31:31    | John Astley (A)    |
| 23    | Liang Wenbo       | 13:13    | Simon Lichtenberg  |
| 24    | Wu Yize           | 03:03    | Fraser Patrick     |
| 25    | Fergal O’Brien    | 30:30    | Gary Wilson        |
| 26    | Andy Hicks        | 13:13    | Chang Bingyu       |
| 27    | Michael Holt      | 32:32    | Mark Davis         |
| 28    | Jimmy Robertson   | 03:03    | Mark Joyce         |
| 29    | Dean Young        | 30:30    | Scott Donaldson    |
| 30    | Jamie Jones       | 31:31    | Hossein Vafaei     |
| 31    | Duane Jones       | 13:13    | Nigel Bond         |
| 32    | Zhao Xintong      | 32:32    | Cao Yupeng         |

| Spiel | Spieler 1             | Ergebnis | Spieler 2         |
| ----- | --------------------- | -------- | ----------------- |
| 33    | Mark Williams         | 03:03    | Tian Pengfei      |
| 34    | Jamie Wilson          | 31:31    | Mark King         |
| 35    | Joe Perry             | 32:32    | Ben Hancorn       |
| 36    | Alexander Ursenbacher | 31:31    | John Higgins      |
| 37    | Jamie Clarke          | 30:30    | Pang Junxu        |
| 38    | (A) Michael Georgiou  | 03:03    | Soheil Vahedi (A) |
| 39    | Yuan Sijun            | 32:32    | Louis Heathcote   |
| 40    | Zhang Jiankang        | 13:13    | Peter Lines       |
| 41    | Mitchell Mann         | 32:32    | Judd Trump        |
| 42    | Michael Judge         | 31:31    | Andrew Pagett     |
| 43    | (A) Ross Muir         | 23:23    | Ryan Day          |
| 44    | Ben Woollaston        | 32:32    | Hammad Miah       |
| 45    | Mark Selby            | 23:23    | Shaun Murphy      |
| 46    | Stuart Bingham        | 13:13    | Robert Milkins    |
| 47    | Mark Allen            | 23:23    | Reanne Evans      |
| 48    | Sean Maddocks         | 30:30    | Noppon Saengkham  |
| 49    | Ashley Carty          | 30:30    | Bai Langning (A)  |
| 50    | Andrew Higginson      | 32:32    | Jordan Brown      |
| 51    | Rory McLeod           | kl.      | Kurt Maflin       |
| 52    | Alfie Burden          | 31:31    | Allan Taylor      |
| 53    | Aaron Hill            | 30:30    | Jimmy White       |
| 54    | David Gilbert         | 03:03    | Matthew Stevens   |
| 55    | (A) Si Jiahui         | 30:30    | Oliver Lines      |
| 56    | Stephen Maguire       | 03:03    | Jackson Page      |
| 57    | Graeme Dott           | 31:31    | Martin Gould      |
| 58    | (A) Dylan Emery       | 23:23    | Gao Yang          |
| 59    | Chen Zifan            | 03:03    | Farakh Ajaib      |
| 60    | (A) David Lilley      | 13:13    | Craig Steadman    |
| 61    | Chris Wakelin         | 32:32    | Stephen Hendry    |
| 62    | Ali Carter            | 23:23    | Lei Peifan        |
| 63    | Jack Lisowski         | 32:32    | Barry Pinches     |
| 64    | Jak Jones             | 23:23    | Lü Haotian        |

| Spiel | Spieler 1             | Ergebnis | Spieler 2         |
| ----- | --------------------- | -------- | ----------------- |
| 33    | Mark Williams         | 03:03    | Tian Pengfei      |
| 34    | Jamie Wilson          | 31:31    | Mark King         |
| 35    | Joe Perry             | 32:32    | Ben Hancorn       |
| 36    | Alexander Ursenbacher | 31:31    | John Higgins      |
| 37    | Jamie Clarke          | 30:30    | Pang Junxu        |
| 38    | (A) Michael Georgiou  | 03:03    | Soheil Vahedi (A) |
| 39    | Yuan Sijun            | 32:32    | Louis Heathcote   |
| 40    | Zhang Jiankang        | 13:13    | Peter Lines       |
| 41    | Mitchell Mann         | 32:32    | Judd Trump        |
| 42    | Michael Judge         | 31:31    | Andrew Pagett     |
| 43    | (A) Ross Muir         | 23:23    | Ryan Day          |
| 44    | Ben Woollaston        | 32:32    | Hammad Miah       |
| 45    | Mark Selby            | 23:23    | Shaun Murphy      |
| 46    | Stuart Bingham        | 13:13    | Robert Milkins    |
| 47    | Mark Allen            | 23:23    | Reanne Evans      |
| 48    | Sean Maddocks         | 30:30    | Noppon Saengkham  |
| 49    | Ashley Carty          | 30:30    | Bai Langning (A)  |
| 50    | Andrew Higginson      | 32:32    | Jordan Brown      |
| 51    | Rory McLeod           | kl.      | Kurt Maflin       |
| 52    | Alfie Burden          | 31:31    | Allan Taylor      |
| 53    | Aaron Hill            | 30:30    | Jimmy White       |
| 54    | David Gilbert         | 03:03    | Matthew Stevens   |
| 55    | (A) Si Jiahui         | 30:30    | Oliver Lines      |
| 56    | Stephen Maguire       | 03:03    | Jackson Page      |
| 57    | Graeme Dott           | 31:31    | Martin Gould      |
| 58    | (A) Dylan Emery       | 23:23    | Gao Yang          |
| 59    | Chen Zifan            | 03:03    | Farakh Ajaib      |
| 60    | (A) David Lilley      | 13:13    | Craig Steadman    |
| 61    | Chris Wakelin         | 32:32    | Stephen Hendry    |
| 62    | Ali Carter            | 23:23    | Lei Peifan        |
| 63    | Jack Lisowski         | 32:32    | Barry Pinches     |
| 64    | Jak Jones             | 23:23    | Lü Haotian        |

kl. = kampflos

### 2. Runde
Die 2. Runde fand am Mittwoch und Donnerstag statt, die Spiele wurden im Modus Best-of-5 ausgetragen. Die Auslosung der Begegnungen fand am Dienstag zwischen der Nachmittags- und Abendsession statt.
| Spiel | Spieler 1        | Ergebnis | Spieler 2        |
| ----- | ---------------- | -------- | ---------------- |
| 1     | Ricky Walden     | 13:13    | Robbie Williams  |
| 2     | Xu Si            | 03:03    | Barry Pinches    |
| 3     | Joe O’Connor     | 13:13    | Ken Doherty      |
| 4     | Hossein Vafaei   | 23:23    | Mark Allen       |
| 5     | Ian Burns        | 30:30    | Duane Jones      |
| 6     | Stuart Bingham   | 31:31    | Judd Trump       |
| 7     | Noppon Saengkham | 32:32    | Jimmy Robertson  |
| 8     | Mark Selby       | 30:30    | Ali Carter       |
| 9     | Pang Junxu       | 13:13    | Bai Langning (A) |
| 10    | Martin Gould     | 31:31    | Lu Ning          |
| 11    | Cao Yupeng       | 32:32    | John Higgins     |
| 12    | Lukas Kleckers   | 23:23    | Louis Heathcote  |
| 13    | Rory McLeod      | 30:30    | Ross Muir        |
| 14    | Martin O’Donnell | 32:32    | Stephen Maguire  |
| 15    | Li Hang          | 30:30    | Zhang Jiankang   |
| 16    | Mark Williams    | 23:23    | Dominic Dale     |

| Spiel | Spieler 1        | Ergebnis | Spieler 2        |
| ----- | ---------------- | -------- | ---------------- |
| 1     | Ricky Walden     | 13:13    | Robbie Williams  |
| 2     | Xu Si            | 03:03    | Barry Pinches    |
| 3     | Joe O’Connor     | 13:13    | Ken Doherty      |
| 4     | Hossein Vafaei   | 23:23    | Mark Allen       |
| 5     | Ian Burns        | 30:30    | Duane Jones      |
| 6     | Stuart Bingham   | 31:31    | Judd Trump       |
| 7     | Noppon Saengkham | 32:32    | Jimmy Robertson  |
| 8     | Mark Selby       | 30:30    | Ali Carter       |
| 9     | Pang Junxu       | 13:13    | Bai Langning (A) |
| 10    | Martin Gould     | 31:31    | Lu Ning          |
| 11    | Cao Yupeng       | 32:32    | John Higgins     |
| 12    | Lukas Kleckers   | 23:23    | Louis Heathcote  |
| 13    | Rory McLeod      | 30:30    | Ross Muir        |
| 14    | Martin O’Donnell | 32:32    | Stephen Maguire  |
| 15    | Li Hang          | 30:30    | Zhang Jiankang   |
| 16    | Mark Williams    | 23:23    | Dominic Dale     |

| Spiel | Spieler 1        | Ergebnis | Spieler 2            |
| ----- | ---------------- | -------- | -------------------- |
| 17    | David Gilbert    | 13:13    | John Astley (A)      |
| 18    | Gary Wilson      | 03:03    | Stephen Hendry       |
| 19    | Lee Walker       | 23:23    | Mark King            |
| 20    | Allan Taylor     | 03:03    | Jimmy White          |
| 21    | Matthew Selt     | 03:03    | Michael Georgiou (A) |
| 22    | Liam Highfield   | 23:23    | Chen Zifan           |
| 23    | Mark Davis       | 31:31    | Jak Jones            |
| 24    | (A) Dylan Emery  | 32:32    | Andrew Pagett        |
| 25    | Ben Hancorn      | 23:23    | Scott Donaldson      |
| 26    | Liang Wenbo      | 31:31    | Hammad Miah          |
| 27    | Oliver Lines     | 03:03    | David Grace          |
| 28    | Ashley Hugill    | 32:32    | Anthony Hamilton     |
| 29    | Zhou Yuelong     | 03:03    | Andy Hicks           |
| 30    | Elliot Slessor   | 13:13    | Wu Yize              |
| 31    | (A) David Lilley | 30:30    | Jordan Brown         |
| 32    | Luca Brecel      | 13:13    | Zhao Jianbo          |

| Spiel | Spieler 1        | Ergebnis | Spieler 2            |
| ----- | ---------------- | -------- | -------------------- |
| 17    | David Gilbert    | 13:13    | John Astley (A)      |
| 18    | Gary Wilson      | 03:03    | Stephen Hendry       |
| 19    | Lee Walker       | 23:23    | Mark King            |
| 20    | Allan Taylor     | 03:03    | Jimmy White          |
| 21    | Matthew Selt     | 03:03    | Michael Georgiou (A) |
| 22    | Liam Highfield   | 23:23    | Chen Zifan           |
| 23    | Mark Davis       | 31:31    | Jak Jones            |
| 24    | (A) Dylan Emery  | 32:32    | Andrew Pagett        |
| 25    | Ben Hancorn      | 23:23    | Scott Donaldson      |
| 26    | Liang Wenbo      | 31:31    | Hammad Miah          |
| 27    | Oliver Lines     | 03:03    | David Grace          |
| 28    | Ashley Hugill    | 32:32    | Anthony Hamilton     |
| 29    | Zhou Yuelong     | 03:03    | Andy Hicks           |
| 30    | Elliot Slessor   | 13:13    | Wu Yize              |
| 31    | (A) David Lilley | 30:30    | Jordan Brown         |
| 32    | Luca Brecel      | 13:13    | Zhao Jianbo          |

### 3. Runde
Die 3. Runde wurde in zwei Sessions am Freitag, 20. August 2021 ausgetragen, die Spiele wurden im Modus Best-of-5 ausgetragen.
Judd Trump unterlag überraschend Elliot Slessor, wodurch Mark Selby ihn von Platz 1 der Snookerweltrangliste verdrängte. Lukas Kleckers erreichte mit seinem 3:0-Erfolg über Lee Walker als erster Deutscher das Achtelfinale eines Ranglistenturnieres.
| Spiel | Spieler 1      | Ergebnis | Spieler 2        |
| ----- | -------------- | -------- | ---------------- |
| 1     | Liam Highfield | 30:30    | Mark Williams    |
| 2     | Judd Trump     | 32:32    | Elliot Slessor   |
| 3     | Allan Taylor   | 31:31    | Ross Muir        |
| 4     | Joe O’Connor   | 23:23    | Anthony Hamilton |
| 5     | Ali Carter     | 13:13    | Oliver Lines     |
| 6     | Jak Jones      | 32:32    | Hossein Vafaei   |
| 7     | Xu Si          | 30:30    | Gary Wilson      |
| 8     | Zhang Jiankang | 13:13    | Pang Junxu       |

| Spiel | Spieler 1      | Ergebnis | Spieler 2        |
| ----- | -------------- | -------- | ---------------- |
| 1     | Liam Highfield | 30:30    | Mark Williams    |
| 2     | Judd Trump     | 32:32    | Elliot Slessor   |
| 3     | Allan Taylor   | 31:31    | Ross Muir        |
| 4     | Joe O’Connor   | 23:23    | Anthony Hamilton |
| 5     | Ali Carter     | 13:13    | Oliver Lines     |
| 6     | Jak Jones      | 32:32    | Hossein Vafaei   |
| 7     | Xu Si          | 30:30    | Gary Wilson      |
| 8     | Zhang Jiankang | 13:13    | Pang Junxu       |

| Spiel | Spieler 1       | Ergebnis | Spieler 2       |
| ----- | --------------- | -------- | --------------- |
| 9     | Ben Hancorn     | 31:31    | Lu Ning         |
| 10    | Duane Jones     | 32:32    | Jimmy Robertson |
| 11    | Matthew Selt    | 31:31    | Zhou Yuelong    |
| 12    | Lukas Kleckers  | 03:03    | Lee Walker      |
| 13    | Ricky Walden    | 13:13    | John Higgins    |
| 14    | Hammad Miah     | 13:13    | Luca Brecel     |
| 15    | Stephen Maguire | 03:03    | Jordan Brown    |
| 16    | Andrew Pagett   | 30:30    | David Gilbert   |

| Spiel | Spieler 1       | Ergebnis | Spieler 2       |
| ----- | --------------- | -------- | --------------- |
| 9     | Ben Hancorn     | 31:31    | Lu Ning         |
| 10    | Duane Jones     | 32:32    | Jimmy Robertson |
| 11    | Matthew Selt    | 31:31    | Zhou Yuelong    |
| 12    | Lukas Kleckers  | 03:03    | Lee Walker      |
| 13    | Ricky Walden    | 13:13    | John Higgins    |
| 14    | Hammad Miah     | 13:13    | Luca Brecel     |
| 15    | Stephen Maguire | 03:03    | Jordan Brown    |
| 16    | Andrew Pagett   | 30:30    | David Gilbert   |

### Achtelfinale
Die Abendsession am 20. August war für die 8 Partien des Achtelfinals vorgesehen, die Spiele wurden im Modus Best-of-5 ausgetragen. Ausgelost wurden die Begegnungen am Nachmittag kurz vor Ende der 3. Runde.
| Spiel | Spieler 1       | Ergebnis | Spieler 2       |
| ----- | --------------- | -------- | --------------- |
| 1     | Jimmy Robertson | 03:03    | Stephen Maguire |
| 2     | David Gilbert   | 03:03    | Hammad Miah     |
| 3     | Ali Carter      | 31:31    | Elliot Slessor  |
| 4     | Ricky Walden    | 13:13    | Ross Muir       |

| Spiel | Spieler 1       | Ergebnis | Spieler 2       |
| ----- | --------------- | -------- | --------------- |
| 1     | Jimmy Robertson | 03:03    | Stephen Maguire |
| 2     | David Gilbert   | 03:03    | Hammad Miah     |
| 3     | Ali Carter      | 31:31    | Elliot Slessor  |
| 4     | Ricky Walden    | 13:13    | Ross Muir       |

| Spiel | Spieler 1      | Ergebnis | Spieler 2      |
| ----- | -------------- | -------- | -------------- |
| 5     | Lu Ning        | 03:03    | Lukas Kleckers |
| 6     | Zhang Jiankang | 32:32    | Mark Williams  |
| 7     | Joe O’Connor   | 32:32    | Zhou Yuelong   |
| 8     | Hossein Vafaei | 32:32    | Gary Wilson    |

| Spiel | Spieler 1      | Ergebnis | Spieler 2      |
| ----- | -------------- | -------- | -------------- |
| 5     | Lu Ning        | 03:03    | Lukas Kleckers |
| 6     | Zhang Jiankang | 32:32    | Mark Williams  |
| 7     | Joe O’Connor   | 32:32    | Zhou Yuelong   |
| 8     | Hossein Vafaei | 32:32    | Gary Wilson    |

### Viertelfinale
Session 1 am Samstag, 21. August, gehörte den Viertelfinalspielen. Die Zahl der Gewinnframes erhöhte sich ab hier von 3 auf 4 (Best-of-7).
| Spiel | Spieler 1    | Ergebnis | Spieler 2       |
| ----- | ------------ | -------- | --------------- |
| 1     | Lu Ning      | 42:42    | Jimmy Robertson |
| 2     | Zhou Yuelong | 43:43    | Elliot Slessor  |

| Spiel | Spieler 1    | Ergebnis | Spieler 2       |
| ----- | ------------ | -------- | --------------- |
| 1     | Lu Ning      | 42:42    | Jimmy Robertson |
| 2     | Zhou Yuelong | 43:43    | Elliot Slessor  |

| Spiel | Spieler 1     | Ergebnis | Spieler 2    |
| ----- | ------------- | -------- | ------------ |
| 3     | Mark Williams | 34:34    | Ricky Walden |
| 4     | David Gilbert | 43:43    | Gary Wilson  |

| Spiel | Spieler 1     | Ergebnis | Spieler 2    |
| ----- | ------------- | -------- | ------------ |
| 3     | Mark Williams | 34:34    | Ricky Walden |
| 4     | David Gilbert | 43:43    | Gary Wilson  |

### Halbfinale
Wer ins Finale einzog, entschied sich in den beiden Begegnungen der Abendsession am Samstag. Wer zuerst 4 Frames in seiner Partie gewann, erreichte das Endspiel (Best-of-7).
| Spiel | Spieler 1   | Ergebnis | Spieler 2      |
| ----- | ----------- | -------- | -------------- |
| 1     | Gary Wilson | 34:34    | Elliot Slessor |

| Spiel | Spieler 1   | Ergebnis | Spieler 2      |
| ----- | ----------- | -------- | -------------- |
| 1     | Gary Wilson | 34:34    | Elliot Slessor |

| Spiel | Spieler 1       | Ergebnis | Spieler 2     |
| ----- | --------------- | -------- | ------------- |
| 2     | Jimmy Robertson | 41:41    | Mark Williams |

| Spiel | Spieler 1       | Ergebnis | Spieler 2     |
| ----- | --------------- | -------- | ------------- |
| 2     | Jimmy Robertson | 41:41    | Mark Williams |

### Finale
| Finale: Best of 11 Frames Schiedsrichter/in: Leo Scullion Morningside Arena, Leicester, England, 22. August 2021 |                |               |
| Gary Wilson | 4:6            | Mark Williams |
| 8:82, 72:0, 1:133 (111), 73:18 (62), 101:0 (101), 24:85, 0:81 (75), 73:42, 0:140 (115), 15:62                    |                |               |
| 101 | Höchstes Break | 115           |
| 1 | Century-Breaks | 2             |
| 2 | 50+-Breaks     | 3             |

## Century-Breaks
22 Spieler erzielten im Turnier insgesamt 32 Breaks von mindestens 100 Punkten. John Higgins gelang in seinem ersten Match in diesem Turnier gegen Alexander Ursenbacher im Eröffnungsframe ein Maximum Break; ein zweites Maximum gelang Ali Carter in seinem Achtelfinalspiel gegen Elliot Slessor. Die meisten Century-Breaks spielte der Finalist Gary Wilson mit vier Stück.
| Ali Carter      | 147, 107 |
| John Higgins    | 147      |
| David Gilbert   | 135, 112 |
| Zhang Anda      | 134      |
| Yuan Sijun      | 133      |
| Elliot Slessor  | 129, 125 |
| Jimmy Robertson | 126      |
| Zhou Yuelong    | 124, 109 |
| Hossein Vafaei  | 121      |
| Luca Brecel     | 118, 117 |
| Barry Hawkins   | 118      |

| Michael White    | 117                |
| Michael Holt     | 117                |
| Mark J. Williams | 115, 111           |
| Kyren Wilson     | 115, 101           |
| Gary Wilson      | 114, 106, 101, 100 |
| Lu Ning          | 111                |
| Anthony McGill   | 110                |
| Wu Yize          | 108                |
| Jordan Brown     | 107                |
| Ian Burns        | 104                |
| Anthony Hamilton | 104                |